# 法斯蒂諾·阿斯普里拉
法斯蒂諾·埃尔南·“蒂诺”·阿斯普里拉·伊内斯特罗萨（西班牙語：Faustino Hernán "Tino" Asprilla Hinestroza；1969年11月10日—）是哥倫比亞足球運動員，以前鋒身份效力於帕爾馬足球俱樂部、纽卡斯尔和哥倫比亞國家足球隊。
雖然他並非得分能手，但他是位迅速、敏捷、技巧純熟的球員，以他的天賦、創造力、力量和速度在球場上創造得分的機會並因此而聞名。除了球技之外、他在球場上及球場外的表現也引起一些爭議。

## 俱乐部生涯

### 早年
阿斯普里拉于1988年开始了他的职业生涯，在18岁时为哥伦比亚球队古古达踢了一年，然后转会到国民竞技队。他在78场比赛中打进了35个球，这使他引起了几个意大利俱乐部的注意。1992年，帕尔马以1090万美元签下了他。

### 帕尔马
在帕尔马的第一个赛季，阿斯普里拉打进了一些重要的进球，包括一记27码的任意球，帮助帕尔马1-0击败米兰，结束了意大利冠军58场不败的纪录。可以说，正是在帕尔马，阿斯普里拉获得了他在俱乐部的最大成功。阿斯普里拉帮助帕尔马在1992-93年欧洲优胜者杯上赢得了首次洲际冠军，在8场比赛中打进4球。1994年初，阿斯普里拉作为帕尔马队的一员，获得了1993年欧洲超级杯。同样在1993-94赛季，帕尔马第二次进入优胜者杯决赛。然而，0-1输给阿森纳意味着他们无法保留他们的奖杯。
1994-95赛季，帕尔马再次进入欧洲主要比赛的决赛，他们在欧盟杯的决赛中面对意大利同胞尤文图斯。阿斯普里拉在帕尔马进入决赛的过程中发挥了重要作用，在半决赛对阵勒沃库森的两回合比赛中打进了三个进球。在决赛中，阿斯普里拉在两回合比赛中都进入了首发名单，帕尔马以总比分2-1击败了尤文图斯。
在1995-96赛季开始时，阿斯普里拉发现自己不在主教练内维奥·斯卡拉的计划中。1996年2月，在本赛季开始的5个月中只出场6次后，阿斯普里拉以670万英镑的转会费加盟英超联赛的领头羊纽卡斯尔队。

### 纽卡斯尔联
1996年2月，帕尔马以670万英镑的价格将阿斯普里拉卖给了英超球队纽卡斯尔联队，球迷们给他起的绰号是 "蒂诺"，他在暴风雪中出现在圣詹姆斯公园球场敲定了这次转会，并穿着一件毛皮大衣。当时，纽卡斯尔在英超联赛中领先于曼联，尽管他们在积分榜上的领先地位正在缩小。阿斯普里拉来到泰恩赛德仅仅几个月，此前媒体报道说他将转会到英格兰，利兹联与他的签约联系在一起。
1996年2月10日，纽卡斯尔在河畔球场以2-1战胜米德尔斯堡，阿斯普里拉在下半场替补出场，当时米德尔斯堡的比分是1-0。他立即产生了影响，为纽卡斯尔的扳平比分创造了助攻。然而，他在泰恩赛德的时间被不一致和场外事件所困扰，阿斯普里拉被指责为纽卡斯尔将1995-96赛季的英超冠军丢给了最终的冠军曼联的原因之一。
阿斯普里拉在纽卡斯尔的第二个赛季结束时，俱乐部再次获得第二名，落后于曼联。他的角色在很大程度上被缩减为替补出场，尽管他在俱乐部的欧洲联盟杯比赛中保留了他的最佳表现，打进了五个进球。他在庆祝对梅斯的进球时，脱下球衣在角旗上挥舞，导致阿斯普里拉被黄牌警告，这意味着纽卡斯尔在下一场对摩纳哥的欧联杯比赛中被停赛。
1997-98赛季是阿斯普里拉为纽卡斯尔效力的最后一个赛季。随着前锋莱斯·费迪南德被卖给托特纳姆热刺，以及阿兰·希勒在季前赛中的严重受伤，阿斯普里拉被选为首发前锋，与年轻的、缺乏经验的容·达尔·托马森一起。纽卡斯尔在前一个赛季的联赛中获得第二名，这意味着他们有资格参加1997-98赛季的欧洲冠军联赛；阿斯普里拉在对阵巴塞罗那的首场比赛中首发出场，并在3-2的比赛中上演了帽子戏法。1998年1月底，随着纽卡斯尔在联赛中的挣扎和在欧洲冠军联赛中的被淘汰，阿斯普里拉在纽卡斯尔的日子也到了尽头。他以600万英镑的价格被卖回帕尔马，在英超联赛中出场48次，总共打进9球，在欧洲比赛中打进9球。

### 回归帕尔马
在他在帕尔马的第二次效力期中，阿斯普里拉赢得了他的第二个欧联杯，在帕尔马击败马赛的决赛中替补上场。

### 帕尔梅拉斯
阿斯普里拉在1999和2000赛季在成功的帕尔梅拉斯队效力。他在2000年赢得了里约-圣保罗锦标赛和巴西冠军杯。

### 职业生涯后期
尽管他在帕尔梅拉斯的短暂时间里，球队取得了成功，但对阿斯普里拉个人来说，他在那里的时间标志着他在不同国家的不同俱乐部的短暂、相对无益的停留模式的开始，包括巴西、墨西哥、智利、哥伦比亚和阿根廷等。
在这段普遍低调的时期里，他在2002年再次出现在公众面前，因为有报道说他被英格兰第三级联赛的球队达灵顿接触过。达灵顿成功地对最初的工作许可拒绝提出上诉，并提供了大约每周17,000英镑，外加20%的门票收入，一辆汽车和一套免租金的公寓的报酬。球队主席乔治·雷诺兹认为他们是朋友，事实上，在8月27日达灵顿2-0战胜卡莱尔联队之前，阿斯普里拉在5163名球迷面前游行，相信预定的两年合同已经签好了。然而，据报道，在阿斯普里拉8月29日接受体检时陷入僵局后，8月30日凌晨，阿斯普里拉搭上了从纽卡斯尔机场飞往中东的航班，显然是为了接受一份更有利可图的合同报价。雷诺兹称自己对这种冷落感到 "绝对伤心"，抱怨阿斯普里拉 "甚至没有礼貌地说声再见"，并说他永远不会再和他说话。这是达灵顿在那个夏天第二次被一个高调的前纽卡斯尔球员冷落，第一次是保罗·加斯科因。

## 国家队生涯
从1993年到2001年，阿斯普里亚在57场比赛中为哥伦比亚队打进20球，并在1994年和1998年的国际足联世界杯上为他的国家效力。阿斯普里拉被期望成为1994年比赛的顶级球员之一，但由于哥伦比亚在第一轮就被淘汰，他未能打进一球。

## 退役
2009年7月，阿斯普里拉在哥伦比亚麦德林的一场退役比赛后正式从顶级足球联赛退役。虽然这标志着他的正式退役日期，但他已经有五年左右的时间没有被任何职业球队积极聘用。
2008年，他因涉嫌在哥伦比亚的农场附近用机枪向安全部队开火而被捕。他因被指控持有武器和刑事毁坏而被软禁。他曾出现在各种哥伦比亚真人秀节目中，如Desafio 2005和Nomadas。
2011年1月22日，他回到了圣詹姆斯公园球场，在纽卡斯尔联队主场对阵托特纳姆热刺队的比赛中，他在半场出现在球场上，并在当晚与莱斯·费迪南德和彼得·比尔兹利一起出席了在盖茨黑德举行的慈善晚宴，他在晚宴上谈到了他对纽卡斯尔球迷的感情。
2013年初，阿斯普里拉与回到他的前俱乐部纽卡斯尔联系在一起。阿斯普里拉谈到了在青年队中担任教练的角色，以及在从他的祖国哥伦比亚引进青年人才的学院中发展一个特殊角色。他的意图是让哥伦比亚人有机会在欧洲/英国足球中展示他们的技能，基于近年来来自哥伦比亚的大量人才。
2013年9月11日，阿斯普里拉在前喜鹊队门将史蒂夫·哈珀对米兰传奇队的退役告别赛中出场。在意大利人通过点球大战以2-1获胜之前，他的一个头球因越位而被否决。
2014年9月，据透露，阿斯普里拉准备在哥伦比亚推出一系列口味的安全套。2020年，他以特殊的促销价格出售产品，以缓解他的祖国COVID-19大流行病的压力。
阿斯普里拉在2019年透露，1997年哥伦比亚在1998年世界杯预选赛中以2比1击败巴拉圭，两名球员都被罚下后，一名杀手想谋杀巴拉圭门将奇拉维特。